# Софора японська (Тульчин)
Софо́ра япо́нська — ботанічна пам'ятка природи місцевого значення в Україні. Об'єкт природно-заповідного фонду Вінницької області. 
Розташований у м. Тульчин Вінницької області, по вул. Леонтовича. 
Площа 0,07 га. Оголошений відповідно до рішення Вінницького облвиконкому від 28.12.1971 року № 697. Перебуває у віданні Тульчинського комбінату комунального господарства. 
Статус надано для збереження групи красивих екземплярів цінної рідкісної деревної породи віком 60 років.